# Nerax affinis
Nerax affinis là một loài ruồi trong họ Asilidae. Nerax affinis được Bellardi miêu tả năm 1861. Loài này phân bố ở vùng Tân nhiệt đới.